# Philipp Carl Laubmann

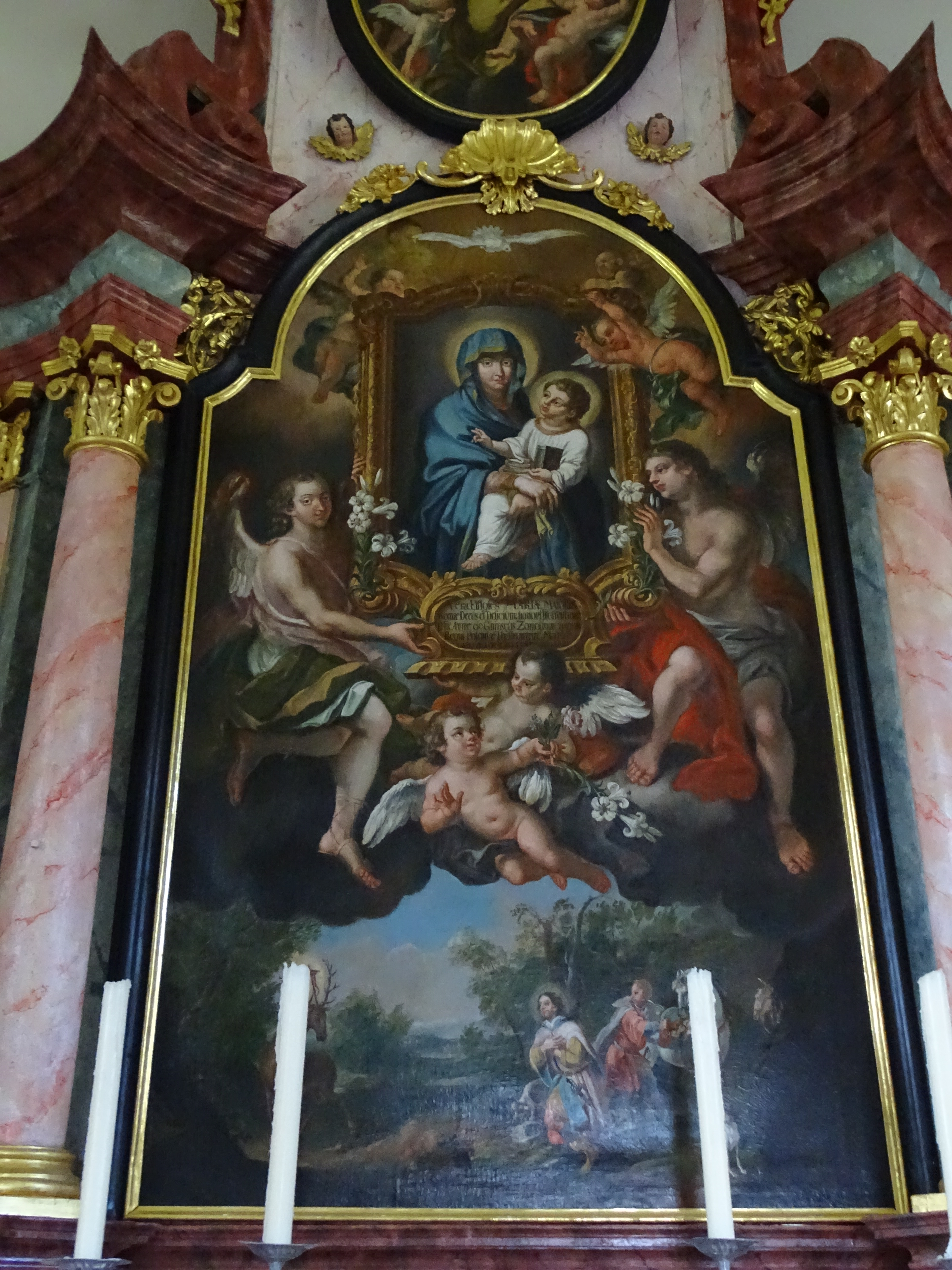
Der um 1740 von Philipp Carl Laubmann bemalte Altar in der Kirche Gleinalm

Philipp Carl Laubmann (* 1703; † 1792) war ein österreichischer Maler des 18. Jahrhunderts, der in Graz und in der Steiermark tätig war.

## Leben
Laubmann war Mitglied der Grazer Malerbruderschaft (auch Malerkonfraternität) und wurde im Jahr 1753 deren Vizepatron. Er schuf viele Altarbilder und Fresken. Bekannt ist er für die vor 1746 durchgeführte Renovierung des Freskenschmuckes im Mausoleum des Kaisers Ferdinands II., die der Maler Johann Veit Hauck in dem am 28. August 1714 eingeweihten Gebäude ausgeführt hatte. Des Weiteren führte er dekorative Arbeiten für die Burg und das Zeughaus in Graz aus. Er fertigte zudem Vorlagen für Kupferstiche, Titelblätter und Veduten. Der Kupferstecher Jeremias Gottlob Rugendas (1710–1772) stach nach seinen Werken. Laubmann war 1753 für den Grafen von Lamberg tätig, für den er im Gartensaal Freskenmalereien im Palais Lamberg in der Hofgasse in Graz ausführte, die von den Taten des Herkules erzählten. Er war als Mitglied der Bruderschaft auch bei mehreren Streitigkeiten als Ankläger und Zeuge zugegen. Er arbeitet auch mit Josef Hueber zusammen. Laubmann erhielt in den Jahren 1757 bis 1758 Zahlungen für die Ausführung eines Deckenfreskos im Treppenhaus des Palais Herberstein.

## Werke (Auswahl)
- 1733 Altarblatt in der Hl. Franz-Kapelle in Pettau
- 1737 Fresko Jüngstes Gericht in der Taufkapelle der Pfarrkirche hl. Dionysius in Wolfsberg im Schwarzautal
- 1745 Altarbild und 1746 Seitenaltarbild, Pfarrkirche Sankt Martin im Sulmtal
- 1745 Seitenaltarbild Annenaltar, Pfarrkirche hl. Erhard in Wartberg im Mürztal
- 1747 Altarbild hl. Martin und Altarbild Vermählung Mariens, Pfarrkirche Trahütten
- 174? Seitenaltarbild Christus am Ölberg, Pfarrkirche Bad Gams
- 174? Altarblatt hl. Hubertus, Wallfahrtskirche Maria Schnee auf der Gleinalm in Maria Schnee in Übelbach
- 1750 Freskenmalerei im großen Saal im Schloss Hollenegg und ein Altarbild in der Kirche in Hollenegg
- 1751 Seitenaltarblatt Maria Immaculata links, Letztes Abendmahl rechts, in der Stadtpfarrkirche Bruck an der Mur
- 1751 Oberbild Dreifaltigkeit, Bilder Johann Nepomuk, Bild hl. Barbara, Kapelle im Schloss Waldstein in Waldstein in Deutschfeistritz[7]
- 1752 Altarbild, Pfarr- und Dechantkirche hll. Petrus und Paulus in Irdning
- 1753 Seitenaltarblätter, Pfarrkirche hl. Ägydius in Hollenegg
- 1759 Gemalter Hochaltarprospekt, Filialkirche St. Ulrich am Ulrichsberg
- 1760 Altarblatt hl. Nikolaus, Stadtpfarrkirche hl. Nikolaus in Rottenmann
- 1769 Altarbild hl. Rupert, Pfarrkirche hl. Rupert in Gratwein, Art des Künstlers
- 1772 Altarbild Taufe Christi, Pfarrkirche St. Johann im Saggautal in Sankt Johann im Saggautal
- 1775 Bild Abschied der Apostelfürsten, Pfarrkirche hll. Peter und Paul in Kindberg
- 1775 Altarblatt Taufe Christi, Gewerkenschloss in Kindtal in Kindberg
- 1778 Altarbild Hl. Anna mit Kind, Kapuzinerkirche hl. Joseph in Irdning
- 1778 Hochaltarbild und Patritiusaltarbild, Pfarrkirche hll. Peter und Paul in Schäffern
- Bild hl. Katharina von Siena, Pfarrkirche hl. Martin in Proleb
- Altarblatt, Pfarrkirche St. Andrä im Sausal in Sankt Andrä-Höch